# بیابان مونته
بیابان مونته (به اسپانیایی: Desierto del Monte) ناحیه‌ای بیابانی در آمریکای جنوبی است که به‌طور کامل در خاک آرژانتین قرار گرفته‌است.
این بیابان تقریباً ناحیه کوهپایه‌ای ایالت‌های کاتامارکا لا ریوخا، سن خوآن، سان لوئیز و مندوزا، به علاوهٔ نیمهٔ غربی ایالت لا پامپا و منتهی‌الیه شمالی ایالت ریو نگرو را پوشش می‌دهد.
بیابان مونته در جنوب شرق بیابان آتاکامای شیلی، شمال بیابان پاتاگونیا، شرق رشته‌کوه آند و غرب سیرا دکوردوبا قرار گرفته‌است.

## حیات گیاهی و جانوری
این بیابان از نظر گیاهی تنوع بسیار بیشتری نسبت به بیابان پاتاگونیا و بیابان آتاکاما دارد. بیابان پاتاگونیا بیشتر با درختچه صحرایی و علف پوشیده شده‌است. بیابان آتاکاما تقریباً از هر گونه حیات تهی است. در بیابان مونته اما نه تنها درخت و علفزار در همه جا دیده می‌شود، بلکه کاکتوس‌های بلند نیز در برخی مناطق مناسب آن می‌رویند.
حیات جانوری منطقه مونته بسیار شبیه به بیابان پاتاگونیا است، اما شرایط مناسب‌تر مونته باعث شده که تنوع و تعداد جانوران آن بیشتر از پاتاگونیا باشد. در مونته پستانداران کوچک مانند موش به فراوانی یافت می‌شوند و جانوران بزرگتر نظیر گواناکو و جغد سوراخ‌نشین نیز در آن زندگی می‌کنند.